# Bertalan Hajtós
Bertalan Hajtós (Miskolc, 28 de septiembre de 1965) es un deportista húngaro que compitió en judo.
Participó en los Juegos Olímpicos de Barcelona 1992, obteniendo una medalla de plata en la categoría de –71 kg. Ganó una medalla de plata en el Campeonato Mundial de Judo de 1993 y seis medallas en el Campeonato Europeo de Judo entre los años 1985 y 1998.

## Palmarés internacional
| Juegos Olímpicos   | Juegos Olímpicos      | Juegos Olímpicos  | Juegos Olímpicos |
| Año                | Lugar                 | Medalla           | Categoría        |
| ------------------ | --------------------- | ----------------- | ---------------- |
| 1992               | Barcelona (España)    | Medalla de plata  | –71 kg           |
| Campeonato Mundial |                       |                   |                  |
| Año                | Lugar                 | Medalla           | Categoría        |
| 1993               | Hamilton (Canadá)     | Medalla de plata  | –71 kg           |
| Campeonato Europeo |                       |                   |                  |
| Año                | Lugar                 | Medalla           | Categoría        |
| 1985               | Hamar (Noruega)       | Medalla de plata  | –71 kg           |
| 1986               | Belgrado (Yugoslavia) | Medalla de oro    | –71 kg           |
| 1989               | Helsinki (Finlandia)  | Medalla de plata  | –71 kg           |
| 1990               | Fráncfort (RFA)       | Medalla de bronce | –71 kg           |
| 1994               | Gdańsk (Polonia)      | Medalla de bronce | –71 kg           |
| 1998               | Oviedo (España)       | Medalla de oro    | –81 kg           |